# Liste des îles d'Afrique

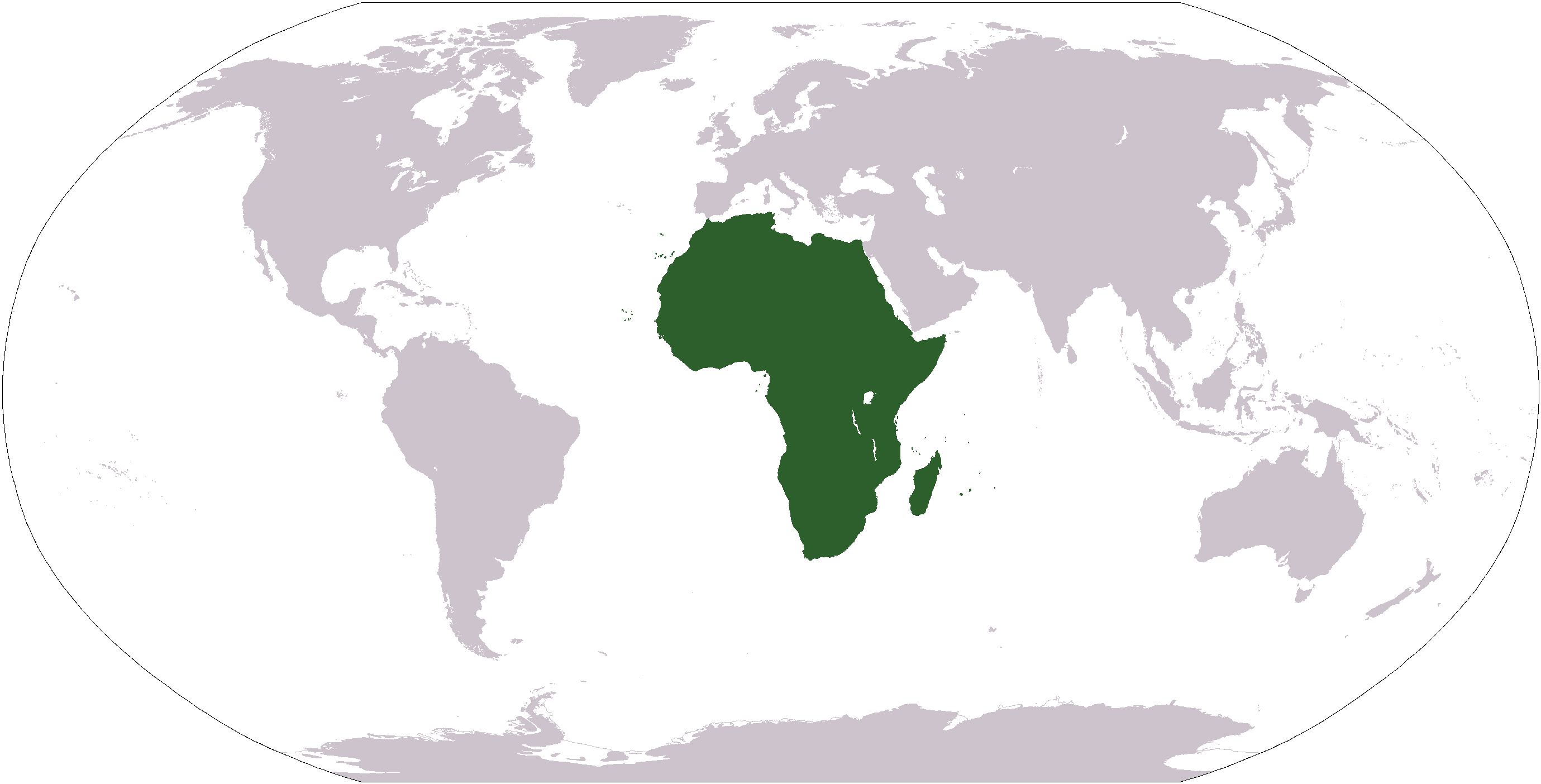
Localisation de l'Afrique

Ceci est une liste d'îles d'Afrique.

## Nations insulaires souveraines

### océan Indien

#### Union des Comores
- Grande Comore
- Anjouan
- Mohéli

#### République de Madagascar
- Île Sainte-Marie (également connue sous le nom de Nosy Boraha)
- Nossi-Bé

#### République de Maurice
- Ile Maurice
- Ile Rodrigues
- Îles Agaléga
- Saint Brandon

#### République des Seychelles

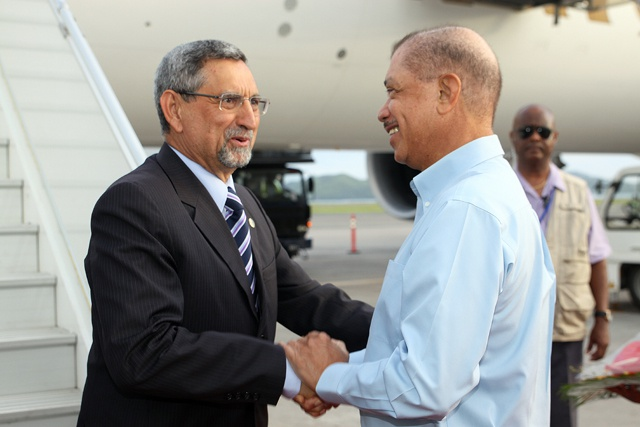
Le président capverdien Jorge Carlos Fonseca (à gauche) et le président des Seychelles James Michel, 2014

- Îles intérieures :
  - La Digue
  - Félicité
  - Marianne
  - Grande Sœur
  - Petite Sœur
  - Iles aux Cocos
  - Silhouette
  - Ile du Nord
  - Mamelle
  - Ile aux Récifs
  - Frégate
  - L'Îlot
  - Île aux Vaches Marines
  - Chauve Souris
  - Île aux Oiseaux
  - Île de Denis
  - Mahé
  - Praslin
  - Sainte Anne
  - Ile Ronde (Praslin)
  - Île Ronde (Mahé)
  - Île Moyenne
  - Therèse
  - Conception
  - Île Longue
  - L'Islette
  - Cousin
  - Cousine
  - Zavé
  - Aride
  - Ile Sèche
  - Ile Cachèe
  - Cerf Island
  - Ile aux Rats
  - Île aux Souris
  - Grand Rocher
  - Île Anonyme
  - Curieuse
  - Île Saint-Pierre
- Îles Extérieures :
  - Ile Plate
  - Coëtivy
- Groupe Amirante
  - Rémire
  - D'Arros
  - Desroches
  - Sand
  - Etoile
  - Boudeuse
  - Marie-Louise
  - Desnoeufs
- Bans africains
  - Bancs Africains
  - Ile du Sud
- Atoll Saint-Joseph :
  - Saint-Joseph
  - Ile aux Fouquets
  - Ressource
  - Petit Carcassaye
  - Grand Carcassaye
  - Benjamin
  - Bancs Ferrari
  - Chiens
  - Pélicans
  - Vars
  - Residence Island
  - Ile Paul
  - Banc de Sable
  - Bancs aux Cocos
  - Ile aux Poules
- Atoll Poivre :
  - Poivre
  - Florentin
  - Ile du Sud
- Groupe Alphonse
  - Atoll Alphonse
  - Atoll Saint-François
    - Bijoutier
    - St François
- Groupe Farquhar :
- Atoll Farquhar
  - Ile du Nord
  - Ile du Sud
  - Manahas Nord
  - Manahas Milieu
  - Manahas Sud
  - Ile aux Goëlettes
  - Lapins
  - Ile du Milieu
  - Déposés
  - Bancs de Sable
- Atoll Providence :
  - Providence
  - Bancs Providence
  - Saint-Pierre
  - Île au Cerf
- Groupe d'Aldabra
- Atoll Aldabra
  - Grande Terre
  - Picard
  - Polymnie
  - Malabar
  - Ile Michel
  - Ile Esprit
  - Ile aux Moustiques
  - Ilot Parc
  - Ilot Emile
  - Ilot Yangue
  - Ilot Magnan
  - Ile Lanier
- Atoll Cosmoledo :
  - Menai
  - Ile du Nord
  - Ile Nord-Est
  - Ile du Trou
  - Goëlettes
  - Grand Polyte
  - Petit Polyte
  - Grand Ile (Wizard)
  - Pagode
  - Ile du Sud-Ouest
  - Ile aux Moustiques
  - Ile Baleine
  - Ile aux Chauve-Souris
  - Ile aux Macaques
  - Ile aux Rats
  - Ile du Nord-Ouest
  - Ile Observation
  - Ile Sud-Est
  - Ilot la Croix
  - Astove
  - Assomption

### océan Atlantique

#### République du Cap-Vert
- Boa Vista
- Brava
- Fogo
- Maio
- Sal
- Santa Luzia
- Santo Antão
- São Nicolau
- Santiago
- São Vicente

#### République démocratique de São Tomé et Príncipe
- Príncipe
- Île de São Tomé
- Rolas

## Dépendances et territoires européens

### France

#### Mayotte
- Grande-Terre (Mayotte)
- Petite-Terre ( Pamanzi )
- Chissioua Mtsamboro ( île de Zamburu )

#### Réunion
- La Réunion

### Italie

#### Îles Pélages
- Lampedusa
- Linosa
- Lampione

#### Pantelleria
- Pantelleria

### Espagne

#### îles Canaries
- Lanzarote
- Fuerteventura
- Grande Canarie
- Ténérife
- La Gomera
- La Palma
- El Hierro
- Archipel de Chinijo
  - Alegranza
  - La Graciosa
  - Montaña Clara
  - Roque del Este
  - Roque del Oeste

### Portugal

#### Îles de Madère
- Madère
- Porto Santo
- Îles Désertas
  - Deserta Grande
  - Île de Bugio
  - Îlot Chão
- Îlot de Cal

#### Îles Selvagens(îles Sauvages)
- Groupe du nord-est
  - Selvagem Grande
  - îlot Sinho
  - Palheiro do Mar
  - Palheiro da Terra
- Groupe sud-ouest
  - Selvagem Pequena
  - Îlot de Fora
  - Îlot de Sul
  - Îlot Redondo
  - Îlot Pequeno
  - Îlots de Norte
  - Îlot Comprido
  - Îlot Alto
  - Îlot Grande

### Royaume-Uni

#### Sainte-Hélène
- Sainte-Hélène
  - Île aux oiseaux manœuvres
  - Tartare Rock
  - Rocher blanc
  - Manœuvrier Bird Rock
  - Bates Rock
- Île de l'Ascension
- Archipel de Tristan da Cunha
  - Tristan da Cunha
  - Île inaccessible
  - Îles Nightingale
    - Île Nightingale
    - Ile du Milieu
    - Île Stoltenhoff

  - Île Gough

## Autres

### Botswana
- Sedudu
- Île de Kubu
- Île de Lekhubu
- Île de Madinari

### Djibouti
- Île Maskali
- Île Moucha
- Sept Frères, Djibouti

### Guinée Équatoriale
- Annobón
- Bioko (anciennement Fernando Po)
- Corisco
- Elobey Grande
- Elobey Chico

### Érythrée
- Archipel de Dahlak
  - Dahlak Kebir (anciennement Dehalak Deset)
  - Harmil
  - Howakil
  - Nahaleg
  - Nora
- Fatuma
- Flétan
- Îles Howakil
- Île Massawa

### Guinée
- Îles de Loos
- Île Tombo

### Guinée-Bissau
- Archipel des Bijagos

### Kenya
- L'île de Lamu
- Île Manda
- Île de Samuli

### Libéria
- Île de Bushrod
- Île Providence

### Malawi
- Chizumulu
- Likoma

### Mozambique
- Île Angoche
- Archipel de Bazaruto
- Île de Chiloane
- Île d'Inhaca
- Île du Mozambique
- Archipel des Primeiras et Segundas
- Îles Quirimbas
- Île de Vamizi

### Namibie
- Île d'Albatros
- Île aux oiseaux
- Île Black Rock
- False Plum Pudding Island
- Île Flamingo
- Île d'Halifax
- Île de Mercure
- Impalila
- North Long Island
- Îles Penguin
- Île Plumpudding
- Île de Pomona
- Île de la Possession
- Roastbeef Island
- Île Seal
- Île aux requins
- Île de Sinclair
- South Long Island

### Sénégal
- Gorée
- Îles des Madeleines
- Morfil

### Sierra Leone
- Îles bananes
- Île de Bunce
- Île Sherbro (maintenant île Bonthe)
- Îles aux tortues

### Somalie
- Îles Bajuni
  - Île d'Addilo
  - Île d'Ambuu
  - Île de Bandarka
  - Île de Bangadini
  - Île Bantaabsi
  - Île de Bavadi
  - Île Bawaadi
  - Île de Bengadiiene
  - Île Biramlide
  - Koyama (île)
- Îles Saad ad-Din
  - Île Aibat

### Afrique du Sud
- Île de Dassen
- Robben Island
- Île Seal
- Île Marion (Îles-du-Prince-Édouard)

### Soudan
- Réserve naturelle gérée de Mukawwar
- Parc national de l'archipel de Suakin

### Tanzanie
- Île de la Mafia
- Île de Nabuyongo
- Île de Pemba
- Île Ukerewe
- Zanzibar

### Tunisie
- Djerba (Jerba)
- Îles Galite
- Îles Kerkennah
  - Île de Chergui
  - Gharbi, Tunisie
- Île de Zembra

### Ouganda
- Îles Sese

## Voir également
- Liste des îles
- Liste des îles de l'océan Atlantique
- Liste des îles de la Méditerranée
- Liste des îles de l'océan Indien